# Portals Tour
Portals Tour es la cuarta gira musical de la cantante estadounidense Melanie Martínez, con el fin de promocionar su tercer álbum de estudio Portals.Inició el 30 de mayo de 2023 y se espera que termine el 6 de febrero de 2024.

## Controversias
El 17 de octubre de 2023 en Ciudad de México, se volvió viral en las redes sociales un caso de un fanático que aparentemente dejó sus desechos fecales en general A.
En el concierto del 26 de noviembre de 2023 en París, mientras se interpretaba la canción «Milk of the Siren», los bailarines de respaldo de Martínez sostenían la bandera palestina detrás de la artista y en ese momento se corta abruptamente el sonido del micrófono. Aunque algunas versiones sugieren que fue un fallo accidental y que los trabajadores estaban trabajando en resolver el caso.

## Repertorio
El setlist está en el mismo orden que la lista de canciones del álbum.
1. «Death»
2. «Void»
3. «Tunnel Vision»
4. «Faerie Soirée»
5. «Light Shower»
6. «Spider Web»
7. «Leeches»
8. «Battle of the Larynx»
9. «The Contortionist»
10. «Moon Cycle»
11. «Nymphology»
12. «Evil»
13. «Womb»

ENCORE:
1. «Powder»
2. «Pluto»
3. «Milk of the Siren»

En Asia y Oceanía en lugar de cantar Powder, Pluto y Milk of the Siren, cantó Soap, Dollhouse, Mad Hatter, Show and Tell, Playdate y High School Sweethearts. (En cada fecha canto 3 de estas)

## Fechas
| Fecha (2023-2024) | Ciudad            | País              | Recinto                                | Telonero(s)       |
| América del Norte | América del Norte | América del Norte | América del Norte                      | América del Norte |
| ----------------- | ----------------- | ----------------- | -------------------------------------- | ----------------- |
| 30 de mayo        | Denver            | Estados Unidos    | Fillmore Auditorium                    | Tanukichan        |
| 1 de junio        | Sandy             | Estados Unidos    | Sandy Amphitheatre                     | Tanukichan        |
| 3 de junio        | Seattle           | Estados Unidos    | WAMU Theatre                           | Tanukichan        |
| 4 de junio        | Portland          | Estados Unidos    | Alaska Airlines’ Theater of the Clouds | Tanukichan        |
| 6 de junio        | San Francisco     | Estados Unidos    | Bill Graham Civic Auditorium           | Tanukichan        |
| 7 de junio        | Wheatland         | Estados Unidos    | Hard Rock Live Sacramento              | Tanukichan        |
| 9 de junio        | Inglewood         | Estados Unidos    | YouTube Theatre                        | Tanukichan        |
| 10 de junio       | San Diego         | Estados Unidos    | Viejas Arena                           | Tanukichan        |
| 12 de junio       | Phoenix           | Estados Unidos    | Arizona Financial Theatre              | Tanukichan        |
| 15 de junio       | Irving            | Estados Unidos    | The Pavilion at Toyota Music Factory   | Tanukichan        |
| 16 de junio       | Houston           | Estados Unidos    | 713 Music Hall                         | Tanukichan        |
| 17 de junio       | Austin            | Estados Unidos    | Moody Amphitheatre                     | Tanukichan        |
| 20 de junio       | Tampa             | Estados Unidos    | Yuengling Center                       | Tanukichan        |
| 21 de junio       | Hollywood         | Estados Unidos    | Hard Rock Live                         | Tanukichan        |
| 23 de junio       | Atlanta           | Estados Unidos    | Cadence Bank Amphitheatre              | Tanukichan        |
| 24 de junio       | Charlotte         | Estados Unidos    | Skyla Credit Union Amphitheatre        | Tanukichan        |
| 27 de junio       | Bridgeport        | Estados Unidos    | Hartford HealthCare Amphitheater       | Tanukichan        |
| 28 de junio       | Nueva York        | Estados Unidos    | Radio City Music Hall                  | Tanukichan        |
| 30 de junio       | Filadelfia        | Estados Unidos    | Skyline at The Mann                    | Tanukichan        |
| 1 de julio        | Boston            | Estados Unidos    | MGM Music Hall at Fenway               | Tanukichan        |
| 2 de julio        | Washington D.C    | Estados Unidos    | The Anthem                             | Tanukichan        |
| 5 de julio        | Cleveland         | Estados Unidos    | The Anthem                             | Tanukichan        |
| 7 de julio        | Cincinnati        | Estados Unidos    | Andrew J Brady Music Center            | Tanukichan        |
| 8 de julio        | Sterling Heights  | Estados Unidos    | Michigan Lottery Amphitheatre          | Tanukichan        |
| 10 de julio       | San Luis          | Estados Unidos    | Saint Louis Music Park                 | Tanukichan        |
| 11 de julio       | Chicago           | Estados Unidos    | Byline Bank Aragon Ballroom            | Tanukichan        |
| 12 de julio       | Mineápolis        | Estados Unidos    | The Armory                             | Tanukichan        |
| 14 de julio       | Toronto           | Canadá            | The Armory                             | Tanukichan        |
| 15 de julio       | Montreal          | Canadá            | MTELUS                                 | Tanukichan        |
| 16 de octubre     | Ciudad de México  | México            | Pepsi Center WTC                       | Sofía Isella      |
| 17 de octubre     | Ciudad de México  | México            | Pepsi Center WTC                       | Sofía Isella      |
| 19 de octubre     | Guadalajara       | México            | Auditorio Telmex                       | Sofía Isella      |
| 21 de octubre     | Monterrey         | México            | Parque Fundidora                       | Festival          |
| Europa            |                   |                   |                                        |                   |
| 29 de octubre     | Estocolmo         | Suecia            | Hovet                                  | Upsahl            |
| 31 de octubre     | Oslo              | Noruega           | Spektrum                               | Upsahl            |
| 2 de noviembre    | Copenhague        | Dinamarca         | KB Hallen                              | Upsahl            |
| 4 de noviembre    | Praga             | República Checa   | Sportovní hala Fortuna                 | Upsahl            |
| 6 de noviembre    | Assago            | Italia            | Mediolanum Forum                       | Upsahl            |
| 9 de noviembre    | Londres           | Reino Unido       | OVO Arena Wembley                      | Upsahl            |
| 10 de noviembre   | Wolverhampton     | Reino Unido       | Civic Hall                             | Upsahl            |
| 13 de noviembre   | Mánchester        | Reino Unido       | O2 Apollo                              | Upsahl            |
| 14 de noviembre   | Mánchester        | Reino Unido       | O2 Apollo                              | Upsahl            |
| 15 de noviembre   | Glasgow           | Reino Unido       | OVO Hydro                              | Upsahl            |
| 17 de noviembre   | Dublín            | Irlanda           | 3Arena                                 | Upsahl            |
| 20 de noviembre   | Ámsterdam         | Países Bajos      | AFAS Live                              | Upsahl            |
| 22 de noviembre   | Varsovia          | Polonia           | Hala Torwar                            | Upsahl            |
| 23 de noviembre   | Berlín            | Alemania          | Verti Music Hall                       | Upsahl            |
| 24 de noviembre   | Dusseldorf        | Alemania          | Mitsubishi Electric Halle              | Upsahl            |
| 26 de noviembre   | París             | Francia           | Zenith                                 | Upsahl            |
| 28 de noviembre   | Madrid            | España            | WiZink Center                          | Upsahl            |
| 30 de noviembre   | Lisboa            | Portugal          | Sagres Campo Pequeno                   | Upsahl            |
| Asia              |                   |                   |                                        |                   |
| 19 de enero       | Tokio             | Japón             | Toyosu Pit                             | ―                 |
| 21 de enero       | Seúl              | Corea del Sur     | KBS Arena Hall                         | ―                 |
| 23 de enero       | Pásay             | Filipinas         | World Trade Center                     | ―                 |
| 25 de enero       | Singapur          | Singapur          | Singapore Expo                         | ―                 |
| Oceanía           |                   |                   |                                        |                   |
| 28 de enero       | Auckland          | Nueva Zelanda     | Spark Arena                            | ―                 |
| 30 de enero       | Sídney            | Australia         | ICC Sydney Theatre                     | ―                 |
| 2 de febrero      | Brisbane          | Australia         | Riverstage                             | ―                 |
| 5 de febrero      | Melbourne         | Australia         | Margaret Court Arena                   | ―                 |
| 6 de febrero      | Melbourne         | Australia         | Margaret Court Arena                   | ―                 |

### Conciertos cancelados
| Fecha                   | Ciudad   | País    | Recinto         | Motivo                    |
| ----------------------- | -------- | ------- | --------------- | ------------------------- |
| 19 de noviembre de 2023 | Bruselas | Bélgica | Forest National | Enfermedad de la cantante |